# David White (sonoplasta)
David White é um sonoplasta australiano. Venceu o Oscar de melhor edição de som na edição de 2016 por Mad Max: Fury Road, ao lado de Mark Mangini.